# حذذ (السياني)

تعديل مصدري - تعديل

حذذ هي إحدى قرى عزلة الهادس بمديرية السياني التابعة لمحافظة إب، بلغ تعداد سكانها 573 نسمة حسب تعداد اليمن لعام 2004.